# Kolcosił drzewiasty
Kolcosił drzewiasty (Kalopanax septemlobus) – gatunek z rodziny araliowatych z monotypowego rodzaju Kalopanax. Występuje we wschodniej Azji: na Sachalinie, w Kraju Nadmorskim, na Wyspach Japońskich, na Półwyspie Koreańskim, w północno-wschodnich, wschodnich i południowo-wschodnich Chinach. Rośnie w lasach od poziomu morza po 2500 m n.p.m. Kwitnie od czerwca do sierpnia, kwiaty zapylane są przez owady.
Gatunek uprawiany jest jako drzewo ozdobne. Dobrze rośnie w cieniu, wymaga miejsc osłoniętych. Bywa uprawiany także w Polsce. Wykorzystywany jest także jako źródło drewna.

## Morfologia
PokrójDrzewa osiągające do 30–31 m wysokości, o pniu do 1 m średnicy. Pokrój ma nieregularny. Pędy ma grube, sztywne i kolczaste. Kora ciemnoszara, z kolcami. Pąki do 4 cm długości.
LiścieSkrętoległe, sezonowe, z długimi ogonkami nagimi, do 50 cm długości. Blaszki w ogólnym zarysie zaokrąglone, zwykle do 25 cm średnicy, z 5–7 trójkątniejajowatymi, zaostrzonymi klapami. U nasady sercowato wycięte, zaokrąglone lub ucięte, na brzegu z drobnymi, haczykowatymi ząbkami. Początkowo ciemnoczerwone i od spodu owłosione, później nagie, z wierzchu ciemnozielone, od spodu jasnozielone, opadają jesienią nieprzebarwione.
KwiatyDrobne, zebrane w baldachy o średnicy 2–2,5 cm, a te z kolei w złożone baldachy osiągające zwykle ok. 30 cm średnicy. Szypuły kwiatostanu mają 2–6 cm długości. Rąbek kielicha ma 5 płytkich ząbków. Płatki korony w liczbie 5, są rozpostarte, białe lub zielonkawożółte. Pręcików jest 5. Zalążnia jest dolna, dwukomorowa, zwieńczona pojedynczą, rozwidloną szyjką słupka.
OwoceKulistawe, czarnoniebieskie po dojrzeniu pestkowce o średnicy do 5 mm, zawierające dwa spłaszczone nasiona. Owoce wiszą na drzewach do zimy.

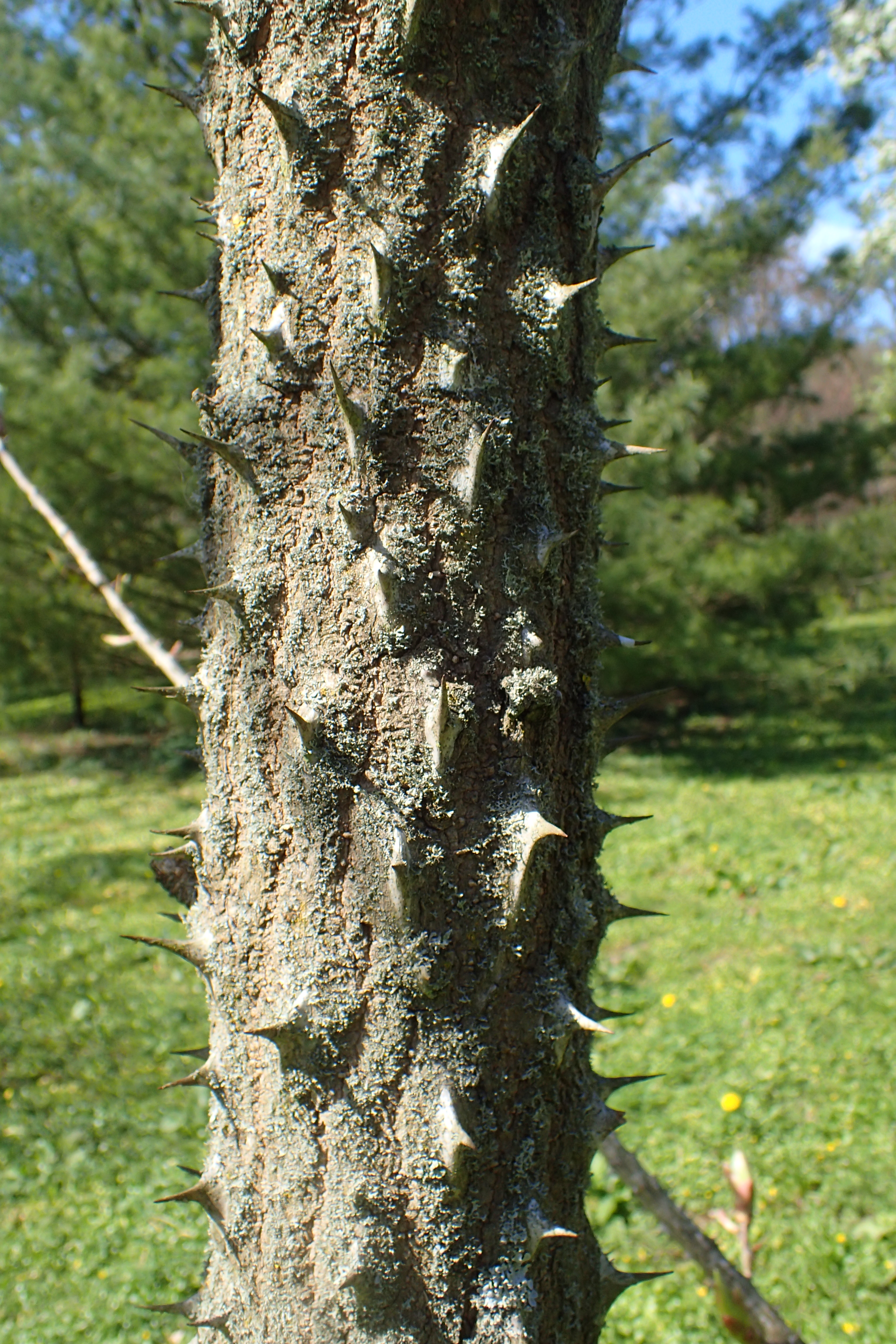
Pień
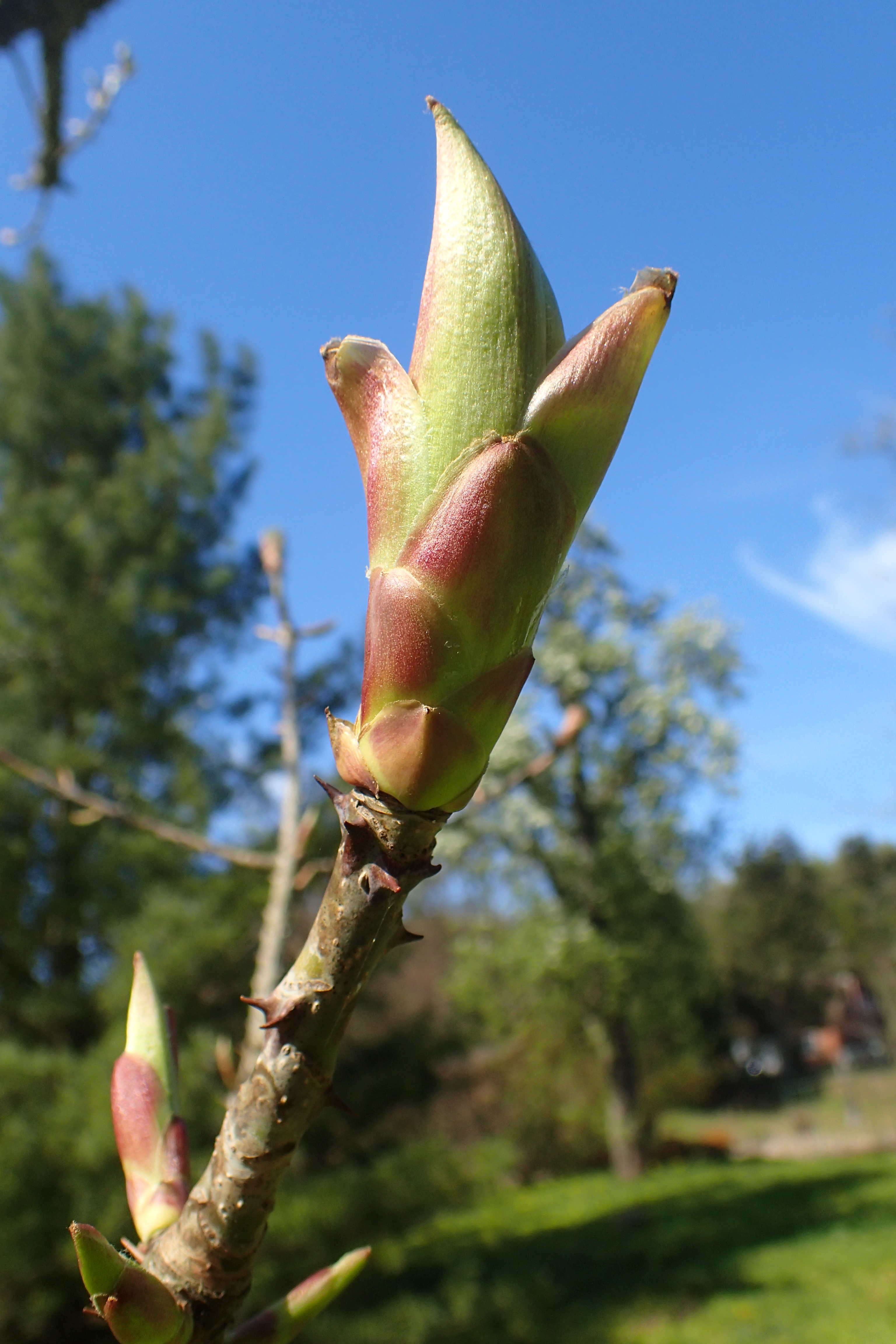
Pąk
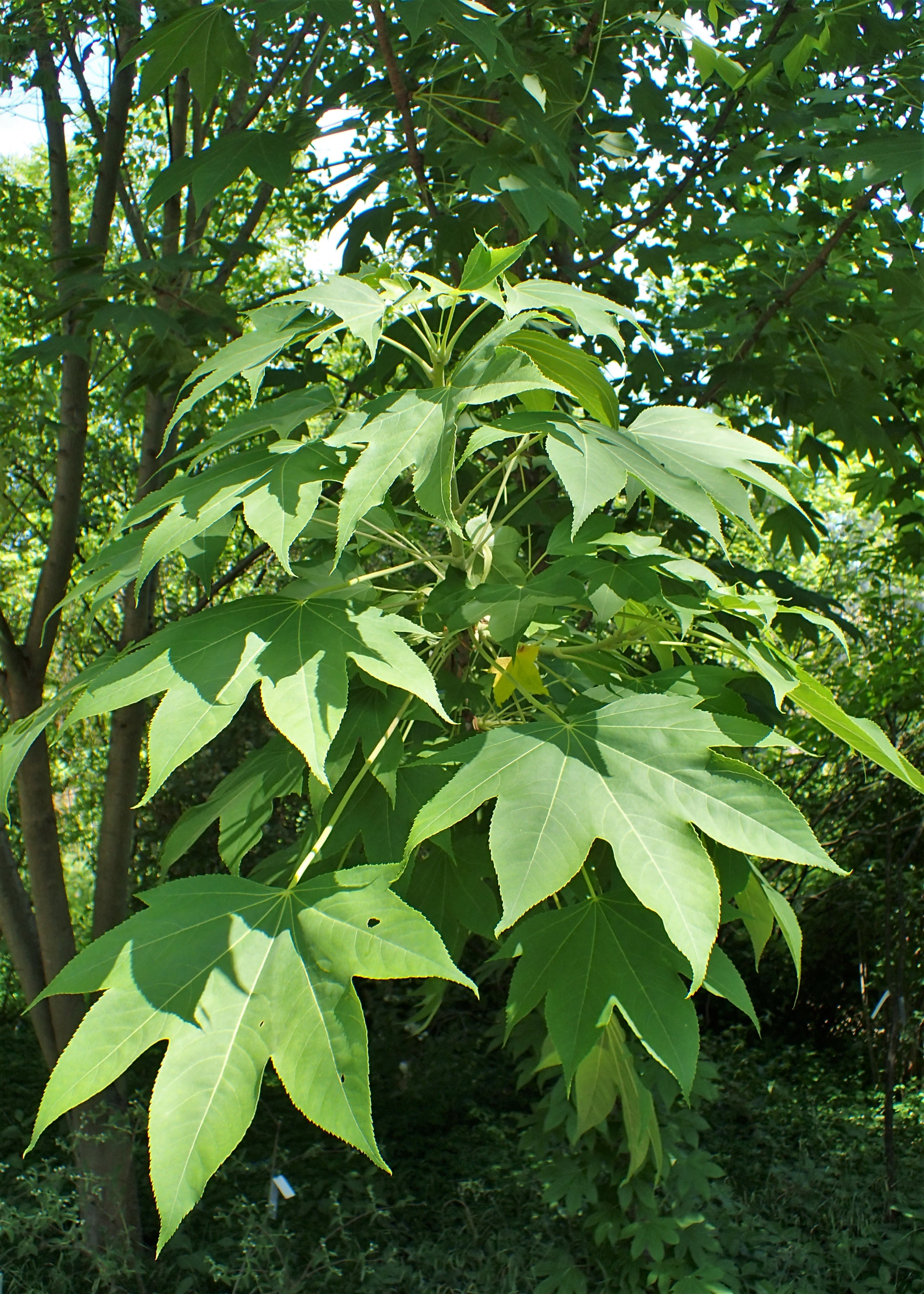
Liście
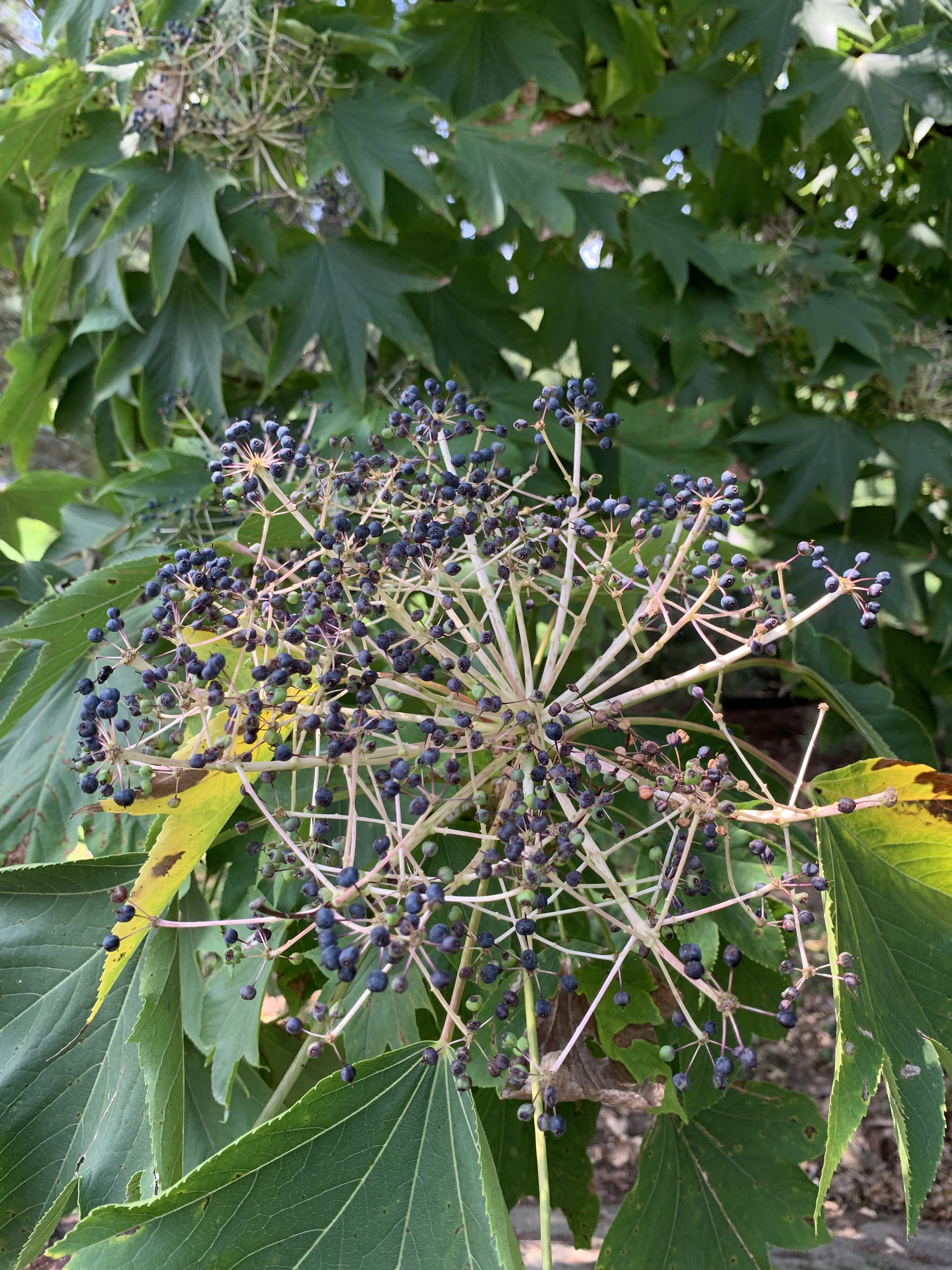
Owoce

## Systematyka
Pozycja systematyczna
Rodzaj należący do podrodziny Aralioideae z rodziny araliowatych (Araliaceae). Gatunek jest bardzo różnie ujmowany – jako przynależący do szeroko ujmowanych rodzajów kolcosił Acanthopanax lub eleuterokok Eleutherococcus.
W obrębie gatunku wyróżniany jest obok podgatunku nominatywnego także subsp. lutchuensis (Nakai) H.Ohashi. Wyróżniane też bywają odmiany różniące się budową liści (var. septemlobus, var. magnificus, var. maximowiczii), ale ze względu na mało czytelne różnice i występowanie form pośrednich zasadność ich wyróżniania jest kwestionowana.